# Sabel (fäktsport)

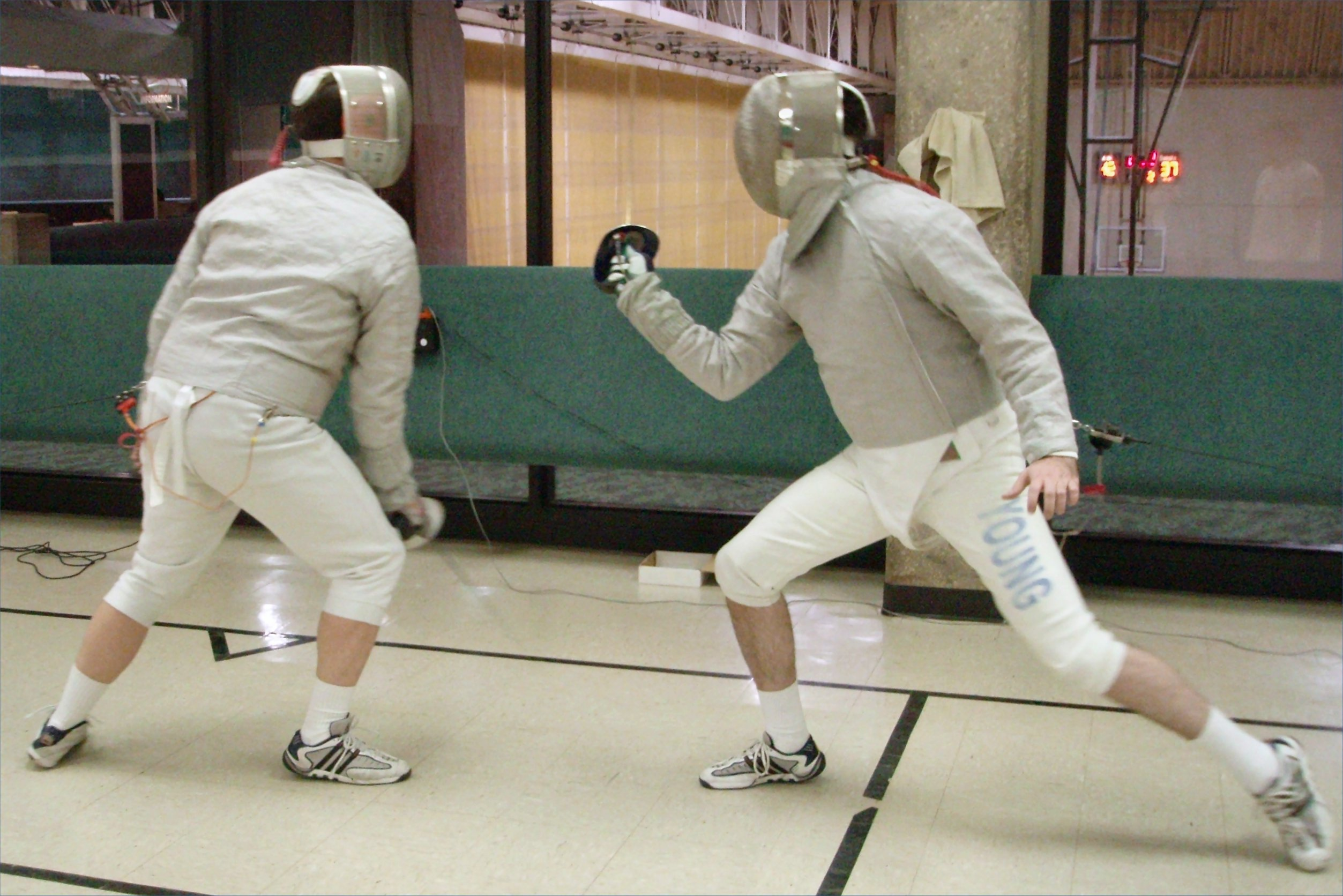
Två sabelfäktare

Sabel är en gren inom sporten fäktning. Sabel skiljer sig från de övriga grenarna, värja och florett, bland annat genom att man kan få poäng både genom hugg och stötar.
Giltiga träffytor innefattar hela överkroppen utom händerna (bål, huvud och armar till handleden). I elektrisk sabel registreras träffar genom en lamé-jacka och kablage till en elektrisk box. Huvudträffar registreras genom metallmasken som sabrören bär. En sabelattack är antingen en egg-attack (ett hugg) eller en spets-attack (en stöt), eggen är dock mycket vanligare. Sabel använder ett prioritetssystem som liknar det i florett, det finns dock vissa små skillnader i hur en attack anses starta och sluta. I sabel anses attacken sluta när sabrören sätter ner sin främre fot efter att ha börjat föra vapnet framåt.
Den moderna sabelfäktningen anses ha grundats av italienaren Italo Santelli.